# Cribrarula
Cribrarula is een geslacht van weekdieren uit de klasse van de Gastropoda (slakken).

## Soorten
- Cribrarula angelae Moretzsohn & Beals, 2009
- Cribrarula boninensis Simone & Takashigue, 2016
- Cribrarula catholicorum (Schilder & Schilder, 1938)
- Cribrarula cribraria (Linnaeus, 1758)
- Cribrarula cumingii (G. B. Sowerby I, 1832)
- Cribrarula esontropia (Duclos, 1833)
- Cribrarula exmouthensis (Melvill, 1888)
- Cribrarula fallax (E. A. Smith, 1881)
- Cribrarula garciai Lorenz & Raines, 2001
- Cribrarula gaskoini (Reeve, 1846)
- Cribrarula gravida Moretzsohn, 2002
- Cribrarula pellisserpentis Lorenz, 1999
- Cribrarula taitae (Burgess, 1993)